# Acaronia vultuosa
Espèce
Acaronia vultuosa est une espèce de poissons.